# Donda West
Dra. Donda C. West (nascida Williams ; 12 de julho de 1949 – 10 de novembro de 2007) foi uma professora americana e presidente do Departamento de Inglês, Comunicações, Mídia e Teatro da Universidade Estadual de Chicago. Ela é mãe do músico e produtor Kanye West.

## Vida e carreira
West foi criada em Oklahoma City, Oklahoma e obteve seu bacharelado em inglês pela Virginia Union University em 1971 e seu doutorado pela Auburn University em 1980. Em 19 de agosto de 1958, ela e seu pai participaram do protesto Katz Drug Store em Oklahoma City.
Ela começou sua carreira como professora no início dos anos 1970 no Morris Brown College em Atlanta e passou a trabalhar na Chicago State University em 1980. West ensinou inglês na Universidade de Nanjing por um ano como bolsista através do Fulbright US Scholar Program . Ao todo, West passou 31 anos na Chicago State, incluindo 24 como chefe do departamento de inglês, comunicações, mídia e teatro. Uma declaração da universidade mencionou o papel de West no estabelecimento do Centro Gwendolyn Brooks de Literatura Negra e Escrita Criativa da universidade "como um foco acadêmico para ensinar obras de autores e poetas afro-americanos enquanto promove novos talentos literários".
West criou Kanye na área de Chicago junto com seu marido, Ray, de quem ela se separou quando Kanye tinha 3 anos. Ela se aposentou em 2004 e se mudou para a Califórnia para trabalhar em tempo integral para seu filho. Ela era frequentemente vista ao lado dele em festas e premiações. Ela também era uma firme defensora dos comentários às vezes controversos de seu filho. West disse que treinou seu filho para a grandeza. "Não há espaço para timidez. Eu o criei dessa maneira, para pensar criticamente e analiticamente e não ter medo de expressar o que sente. Eu ajudei a moldar isso. Acho que líderes são pessoas que devem fazer isso." Ela também foi executiva-chefe da West Brands, empresa controladora dos negócios de seu filho.
West, ao lado de seu filho, fundou em 2003 a organização sem fins lucrativos Kanye West Foundation, com a missão de combater taxas de abandono escolar e analfabetismo, enquanto fazia parceria com organizações comunitárias para fornecer acesso a educação musical a jovens desprivilegiados. A primeira iniciativa da Fundação, Loop Dreams, foi desafiar estudantes em situação de risco a aprender a escrever e produzir músicas ao mesmo tempo em que melhoravam suas habilidades acadêmicas. Em 2007, a fundação fez parceria com Strong American Schools como parte de sua campanha "Ed in '08". Em 2008, a fundação foi renomeada para Fundação Dr. Donda West após sua morte. A Dr. Donda West Foundation estava comprometida em fornecer programas de alta qualidade em parceria com organizações comunitárias como Challengers Boys & Girls Club no centro-sul de Los Angeles, Califórnia. A fundação encerrou suas operações em 2011.

## Morte
Em 10 de novembro de 2007, West faleceu aos 58 anos. Em janeiro de 2008, o departamento  legista do condado de Los Angeles declarou que sua morte ocorreu por causa de uma doença arterial coronariana e múltiplos fatores pós-operatórios decorrentes de cirurgias plásticas. As autoridades de Los Angeles iniciaram uma investigação sobre sua morte após tomarem conhecimento de que o médico que a operou tinha condenações por delitos relativos ao álcool e pelo menos dois grandes casos de negligência médica.

Kanye West realizou seu primeiro concerto após o funeral na O2 Arena, em Londres, em 22 de novembro. Ele dedicou uma performance de " Hey Mama ", assim como um cover de " Don't Stop Believin' ", do Journey, para sua mãe, e o fez também em todas as outras datas de sua turnê Glow in the Dark.

## Legado
O governador da Califórnia, Arnold Schwarzenegger, assinou em 2009 a "Lei Donda West", legislação que torna obrigatório que os pacientes recebam autorização médica por meio de exames físicos antes de se submeterem a cirurgias estéticas.
As memórias de West, Raising Kanye: Life Lessons from the Mother of a Hip-Hop Star, foram publicadas em 2009. West escreveu em seu livro que ela sempre quis que seu filho fosse para a faculdade, mas depois de testemunhar sua paixão pelo hip hop e seu talento em produzir "beats", ela mudou de opinião e apoiou sua decisão de seguir carreira na música.
Kanye West e o amigo Rhymefest fundaram a Donda's House, um programa de escrita musical sem fins lucrativos em 2013, com o objetivo de ajudar jovens em situação de risco de Chicago. É voltado para estudantes entre 15 e 24 anos, e inclui aulas sobre como compor e gravar músicas. O currículo é baseado na filosofia de ensino e pedagogia de West, com ênfase no ensino colaborativo e experimental. Che Smith, mais conhecido como Rhymefest, cresceu em Chicago. Donda orientou Smith em sua formação de educador. Donda's House foi renomeada de Art of Culture, depois de uma separação controversa entre Rhymefest e West.
Em 2019, Garrard McClendon, Ph.D. publicou Donda's Rules: The Scholarly Works of Dr. Donda West – Mother of Kanye West . McClendon é professor associado à Liderança Educacional e Estudos de Políticas na Chicago State University. Em 2013, McClendon recrutou estudantes em suas aulas de Filosofia da Educação para auxiliá-lo a extrair diversos arquivos para o conjunto completo de trabalhos de Donda West: "Os estudantes fizeram um trabalho maravilhoso, me ajudando a encontrar todo esse acervo de arquivos. Estamos falando dos trabalhos acadêmicos dela, sua tese de doutorado, sua tese de mestrado. Encontramos anotações pessoais dela, poemas dela, centenas de horas de seus discursos em áudio. Então, nesses seis anos, estamos compilando, estamos editando e fazendo conferências telefônicas juntamente com Kanye", relatou McClendon.
Mahalia Ann Hines, mãe de Common, disse: "Donda era linda. Ela era inteligente, paciente e generosa. Suas palavras foram escritas com poder e este livro prova isso." Brenda M. Greene, professora e mãe do artista Talib Kweli, disse: "Donda e eu éramos almas gêmeas como irmãs na rede de mães do hip-hop. Ela era uma líder desconhecida que introduziu a cultura e o " autoconhecimento " no currículo. Donda amava seus alunos".
O parceiro de composição de Kanye West, Rhymefest, lamentou a morte de West em uma aparição na estação de rádio WCGI de Chicago. "Ela era a mãe de todos", disse Rhymefest. "Um espírito nunca morre, um espírito dura para sempre."

## Na cultura popular
Ela é o tema da música de Kanye " Hey Mama ", que apareceu em seu álbum de 2005 Late Registration . Em " Touch the Sky " do mesmo álbum, Kanye agradece a sua mãe por sempre apoiá-lo durante os tempos de vacas magras, especialmente quando ela o levou para Nova York de Chicago em uma van alugada da U-Haul.
Em 5 de janeiro de 2012, Kanye anunciou a criação da empresa de conteúdo criativo DONDA, em homenagem a sua mãe.
Kanye também nomeou seu décimo álbum de estúdio, lançado em 2021, Donda, em homenagem a sua mãe. Kanye doou ingressos estudantis para a Universidade Estadual de Chicago para a sessão de audição do álbum.
Em 3 de janeiro de 2022, foi anunciado que Kanye havia começado a trabalhar em Donda 2, seu primeiro álbum de sequência de Donda .